# 杯梗树萝卜
杯梗树萝卜（学名：Agapetes pseudogriffithii），为杜鹃花科树萝卜属下的一个植物种。